# 陶山昶
陶山 昶（すやま とおる、1850年3月15日（嘉永3年2月2日） - 1898年（明治31年）3月7日）はスコットランド一致長老教会の宣教師T・A・パームの協力者の伝道者である。

## 生涯
1850年(嘉永3年)越後長岡藩藩校崇徳館の講師の陶山正義の長男として生まれる。
1874年(明治7年)頃東京でパームに日本語教師になり、パームからキリスト教を学ぶ。1875年(明治8年)4月に新潟へ赴任するパームの助手として同行する。パームの助手として帰国まで、通訳や聖書補任役の助手を務めた。パームが大畑町に開業したパーム病院の敷地の名義人にもなる。
その後、妻のたせと共に同志社で学んだ。
1888年(明治21年)にはキリスト教系の私立新潟共立病院の設立の際に山本巌と共に発起人に加わる。晩年は徳島で過ごし没する。